# Жељко Троскот
Жељко Троскот (13. јул 1938) бивши је југословенски кошаркаш. 

## Биографија
Током кошаркашке каријере играо је за кошаркашки клуб Задар. За тим Задра је наступао од 1952. до 1969. године. Са екипом је три пута освојио Првенство Југославије.
За кошаркашку репрезентацију Југославије је одиграо око 40 утакмица. Као репрезентативац освојио је сребро на Европском првенству 1961. године у Београду.
Радио је као наставник математике у једној основној школи у Задру. После кошарке, посветио се производњи маслина и пчеларству.

## Клупски трофеји
- Првенство Југославије: 1965, 1967, 1968.